# Таукай-Гайна
Таукай-Гайна (баш. Тауҡай-Гәйнә) — село в Миякинском районе Республики Башкортостан Российской Федерации. Входит в состав Качегановского сельсовета. 

## География

### Географическое положение
Расстояние до:
- районного центра (Киргиз-Мияки): 26 км,
- центра сельсовета (Качеганово): 6 км,
- ближайшей ж/д станции (Аксёново): 70 км.

## Население
| 2002 | 2009 | 2010 |
| ---- | ---- | ---- |
| 223  | ↘220 | ↘156 |

Национальный состав
Согласно переписи 2002 года, преобладающие национальности — татары (52 %), башкиры (48 %).